# ユリウス・シャウブ
ユリウス・シャウプ（Julius Schaub、1898年8月20日-1967年12月27日）は、ドイツの政治家。総統アドルフ・ヒトラーの副官長を務めた人物。親衛隊大将。

## 経歴
バイエルン王国ミュンヘン出身。ミュンヘンの薬剤師になり、第一次世界大戦中には軍事病院に勤務した。1920年10月10日に国家社会主義ドイツ労働者党に入党（党員番号81）。親衛隊の前身である「アドルフ・ヒトラー特攻隊 (Stoßtrupps Adolf Hitler)」に入隊。ミュンヘン一揆の後、アドルフ・ヒトラーとともに投獄された。
1925年のナチ党の再建後、設立されたばかりの親衛隊に入隊し（隊員番号7）親衛隊の共同発起人となった。親衛隊における最終階級は親衛隊大将である。

## ヒトラーの副官として

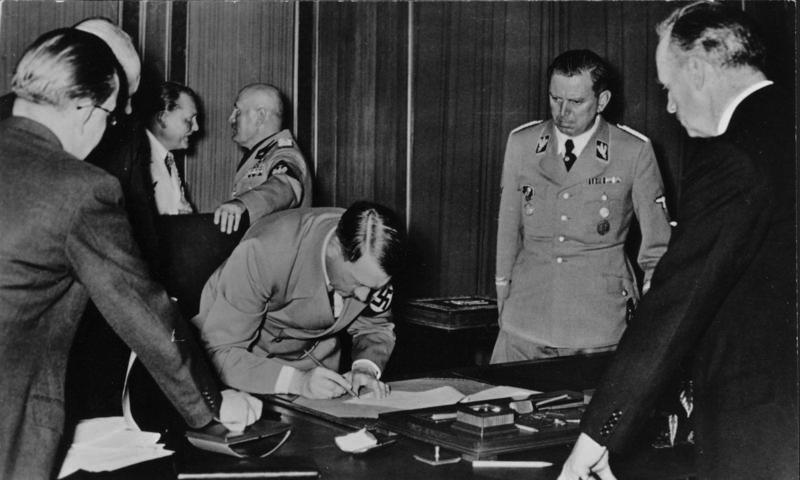
1938年のミュンヘン会談におけるシャウブ

1925年1月1日、ヒトラーの個人秘書に採用されたシャウブは、1945年までヒトラーの側近として重用され、総統主任副官のヴィルヘルム・ブリュックナーに次ぐナンバーツーの座を確立した。1940年にブリュックナーが失脚した後、代わって総統主任副官となり、第二次世界大戦の敗戦までその地位を保持した。
シャウブは、第3および第4回国会選挙で議員となった。1938年11月9日、シャウブの指揮下のヒトラー特攻隊は水晶の夜において、ミュンヘンのユダヤ人商店を破壊し、シナゴーグに火を放つなどのユダヤ人に対する迫害を開始した。ヨーゼフ・ゲッベルスの日記によれば、これらシャウブの仕事ぶりを「野蛮な連中だ」と酷評している。
1945年4月23日、ヒトラーは戦争の敗北を悟った後、総統地下壕内に保管された個人文書をすべて処分するようにシャウブに命じた。その後、ヒトラーはシャウブをベルリンからドイツ南部へ逃れるよう命じた。
この間にシャウブは、ヒトラーの文書の処分にあたっていた。シャウブはミュンヘンのプリンツレーゲンテンプラッツにあるヒトラーのアパートとオーバーザルツベルクにあるベルクホーフへ向かい、ヒトラーの金庫に保管されていたすべての文書を焼却した。
ドイツ降伏後の、1945年5月8日にシャウブはアメリカ軍に逮捕された。1949年2月17日まで様々な収容所に収容された後、非ナチ化裁判にかけられた。裁判において、アメリカの軍事法廷もドイツ当局も、シャウプが1933年から1945年の間に行われた犯罪に関与していたことを知らなかったので（例えば、水晶の夜に関与していたことなどは、2000年以降になってようやく判明した）、彼は「同調者」と分類されただけだった。
1953年、シャウブはヒトラーの御用写真家のハインリヒ・ホフマンと共に、とある裁判の証人として出廷し一時的に世間の注目を集めた。ミュンヘンで行われたこの裁判は、ヒトラーの遺品がヒトラーのミュンヘンにおける家政婦であったアンニ・ヴィンター（Anni Winter）によって不法に転売された問題に関してであった。晩年、シャウブはミュンヘンで再び薬剤師として働いていた。

## 栄典

### 軍事の受賞
- 戦争参加者名誉十字章

### 党及び民事の受賞
- 黄金ナチ党員章
- 血盟勲章（1933年11月30日）
  - 第296番
- コーブルク闘争名誉章
- 党勤続章（ドイツ語版）
  -  勤続25年金章
  -  勤続15年銀章
  -  勤続10年銅章
- 親衛隊勤続章
  -  勤続12年
  -  勤続8年
  -  勤続4年
- 古参闘士名誉章
- オリンピック名誉章（ドイツ語版）
  - 2級
- 1938年3月13日記念メダル
- 1938年10月1日記念メダル
  - プラハ城飾版付
- 1939年3月22日メーメル返還記念メダル
- ダンツィヒ十字章
- 親衛隊名誉リング
- 親衛隊全国指導者名誉長剣
- ドイツ赤十字名誉バッジ
  - 3級

### 国外の勲章
- くびきと矢の勲章（スペイン語版）
  - 名誉騎士章
- イタリア王冠騎士団章（イタリア語版）（1938年5月6日）
  - 1等名誉騎士十字章